# Dicranota squarrosa
Dicranota (Rhaphidolabis) squarrosa là một loài ruồi trong họ Pediciidae. Chúng phân bố ở vùng sinh thái Palearctic.